# اسکات آدامز
اسکات آدامز (انگلیسی: Scott Adams؛ زادهٔ ۸ ژوئن ۱۹۵۷) یک کارتونیست اهل ایالات متحده آمریکا است. کتاب های متعددی از وی چاپ شده است. کتاب خود راهنمای شکست بخورید و برخیزید از جمله آثار اوست.